# Dyscheilia
Dyscheilia là một chi bướm đêm thuộc họ Geometridae.